# WWE 2K23
WWE 2K23 es un videojuego de lucha libre profesional desarrollado por Visual Concepts y  publicado por 2K Sports. Es el 24.º videojuego de la WWE y el 10.º bajo el estandarte de WWE 2K. WWE 2K23 fue programado para ser lanzado en múltiples plataformas desde hardware de 8.ª generación en adelante. 

## Gameplay
Al igual que el juego anterior, WWE 2K23 tiene un estilo de juego híbrido entre arcade y simulación. El combate WarGames hará su debut por primera vez en un videojuego de la WWE, este mismo podrá jugarse tanto con luchadores como luchadoras. Los modos de juego confirmados son MyFaction, MyGM, Showcase, MyRise y Creation Suite. 2K Showcase regresó con la superestrella de portada John Cena, lo que permite a los jugadores jugar los momentos más importantes de su carrera en la WWE. También incorpora nuevas características y actualizaciones, incluidas luchas contra John Cena en dicho modo en el que los jugadores pueden desbloquear nuevos personajes, atuendos y arenas. MyFaction regresa, un modo en el que los jugadores pueden construir una facción de lucha libre recolectando, administrando y mejorando a los luchadores de la WWE con actualizaciones periódicas y eventos semanales. Las creaciones de la comunidad tienen soporte multiplataformas para usuarios que hayan iniciado sesión en una cuenta verificada de 2K, con la diferencia de que este año dicho modo ha recibido muchas mejoras para perfeccionar la calidad de las creaciones, para que así tengan mucho más parecido a los modelos del juego.

## Desarrollo
Después de la salida de WWE 2K22, durante todo el 2022 no se supo prácticamente nada acerca de su sucesor, no fue hasta la mañana del 23 de enero de 2023, que se lanzó el primer trailer, donde se revelaba a Bad Bunny como el bonus pre-order del juego, además de John Cena como protagonista de la carátula del juego en sus tres ediciones (Standard, Deluxe y Icon). Esta es la segunda vez que John Cenaes la portada de una entrega, luego de ya haberlo hecho en el WWE 2K15.
En la trasmisión del Raw XXX de esa misma noche, se dio a conocer que el mismo Cena sería el protagonista del 2K Showcase.
Poco a poco se fue revelando el roster que conformaría el juego junto con las novedades que traería. El 22 de febrero, se hizo un directo en el canal de Youtube de Xavier Woods "UpUpDownDown" revelando las calificaciones de varios personajes del juego. 
Poco antes de su salida, 2K compartió en sus redes sociales una imagen con mensajes subliminales los cuales revelarian los personajes que vendrían como DLC, una semana después, se dio a conocer la lista completa de estos.

## Novedades
En esta entrega, el protagonista del 2K Showcase será John Cena, repasando varios de sus combates desde su debut hasta su último enfrentamiento por el momento en contra de Roman Reigns. La diferencia en esta edición sería que la lista de combates sería conformada solo por las derrotas más importantes de su carrera, y en vez de jugar con él, controlariamos a sus rivales. Esto para representar el lema de John Cena "Never Give Up" (Nunca te rindas) y como a pesar de perder, él siempre salía adelante hasta cimentarse como una de las superestrellas más grandes de la historia.
La novedad más grande en cuánto a estipulaciones a escoger es la adición de la WarGames, con la disponibilidad de un  3 vs. 3 y un 4 vs. 4. 
El Modo MyGM ha recibido una gran mejora con respecto al año pasado, se agregó a Eric Bischoff, Kurt Angle, Mick Foley, Tyler Breeze y Xavier Woods como managers seleccionables, y a WCW como marca a escoger. Las partidas ahora pueden ser de hasta cuatro jugadores compitiendo a la vez en lugar de dos, para los shows, se podrán escoger luchas de 2, 3 y 4 superestrellas con todas las estipulaciones disponibles en el modo Exhibición. El objetivo será que tu general manager llegue al Hall of Fame para acabar la partida. 
El Modo Universo ha recibido una mejora en el sistema de rivalidades, ahora es posible escoger si va a ocurrir una acción en una lucha relacionada con una rivalidad activa. Hay disponibles más de 100 acciones con sus cinemáticas correspondientes para ser seleccionadas en cada lucha.
MyFaction, además de tener atuendos alternativos exclusivos del modo, ahora dispone de las partidas rápidas online, para jugar con tu facción y enfrentarla a las de otros jugadores del mundo. Se añadieron los evento en-vivo, con la oportunidad de jugar enfrentamientos para desbloquear más contenido y diversificar la experiencia. 
MyRise ahora tiene dos historias diferentes, "The Legacy" y "The Lock". La primera es la historia femenina, que empezará con una superestrella de segunda generación, quién demostrará que es más que la hija de una leyenda. "The Lock" es la historia masculina, la cual empezará con una superestrella que ha anticipado su primera aparición con videos con una caja fuerte gigante. Hasta llegar al dia de la revelación y acabar ganando el Intercontinental Championship en su lucha debut. Estas dos historias serán más lineales que la de la entrega anterior, pero con la intriga de que ocurrirá dependiendo de nuestras decisiones.

## Roster
En negrita se resaltan a los luchadores y luchadoras que debutan o aquellos que no estuvieron en la entrega pasada.
| - Raw 1. AJ Styles 2. Akira Tozawa 3. Alexa Bliss 4. Angelo Dawkins 5. Asuka 6. Austin Theory 7. Bayley 8. Becky Lynch 9. Bianca Belair 10. Bobby Lashley 11. Brock Lesnar 12. Candice LeRae8 13. Carmella 14. Cedric Alexander 15. Chad Gable 16. Cody Rhodes 17. Commander Azeez 18. Dakota Kai 19. Damian Priest 20. Dana Brooke 21. Dexter Lumis 22. Dolph Ziggler 23. Dominik Mysterio 24. Doudrop 25. Edge 26. Elias 27. Ezekiel 28. Finn Balor 29. Happy Corbin 30. Iyo Sky 31. Johnny Gargano 32. Kevin Owens 33. Ma.çé 34. Mån.sôör 35. Maryse 36. Matt Riddle 37. Michin Mia Yim8 38. The Miz 39. Montez Ford 40. Mustafa Ali 41. Montel Vontavious Porter (MVP) 42. Nikki A.S.H 43. Omos 44. Otis 45. R-Truth 46. Randy Orton 47. Reggie 48. Rhea Ripley 49. Rick Boogs 50. Robert Roode 51. Seth 'Freakin' Rollins 52. Shelton Benjamin 53. Tamina 54. Titus O'Neil 55. Tommaso Ciampa | - SmackDown 1. Aliyah 2. Ángel 3. Big E 4. Braun Strowman 5. Butch 6. Charlotte Flair 7. Cruz del Toro 8. Drew Gulak 9. Drew McIntyre 10. Erik 11. Giovanni Vinci 12. Gunther 13. Humberto 14. Ivar 15. Jey Uso 16. Jimmy Uso 17. Jinder Mahal 18. Joaquin Wilde 19. Karrion Kross 20. Kofi Kingston 21. LA Knight 22. Lacey Evans 23. Logan Paul 24. Liv Morgan 25. Ludwig Kaiser 26. Madcap Moss 27. Natalya 28. Queen Zelina 29. Raquel Rodríguez 30. Rey Mysterio 31. Ricochet 32. Ridge Holland 33. Roman Reigns 34. Ronda Rousey 35. Sami Zayn 36. Santos Escobar 37. Shanky 38. Shayna Baszler 39. Sheamus 40. Shinsuke Nakamura 41. Shotzi 42. Solo Sikoa 43. Sonya Deville 44. Xavier Woods 45. Xia Li | - NXT 1. Alba Fyre 2. Apollo Crews 3. Axiom 4. Bron Breakker 5. Brutus Creed 6. Cameron Grimes 7. Carmelo Hayes 8. Cora Jade 9. Gigi Dolin 10. Grayson Waller 11. Ilja Dragunov 12. Indi Hartwell 13. Jacy Jayne 14. JD McDonagh 15. Julius Creed 16. Katana Chance 17. Kayden Carter 18. Nikkita Lyons 19. Noam Dar 20. Roxanne Perez 21. T-Bar 22. Tyler Bate 23. Veer Mahaan 24. Wes Lee 25. Zoey Stark | - Leyendas y Alumni 1. André The Giant 2. Batista 3. Beth Phoenix 4. Big Boss Man 5. Boogeyman 6. Booker T 7. Bret "The Hitman" Hart 8. Brie Bella 9. British Bulldog 10. Bruno Sammartino 11. Cactus Jack 12. Chyna 13. Doink 14. Eddie Guerrero 15. Eric Bischoff 16. Faarooq 17. Goldberg 18. Hulk Hogan 19. The Hurricane 20. Jake “The Snake” Roberts 21. JBL 22. Jerry “The King” Lawler 23. Jim “The Anvil” Neidhart 24. John Cena 25. Kane 26. Kevin Nash 27. Kurt Angle 28. Lita 29. Molly Holly 30. Nikki Bella 31. Randy Savage 32. Rikishi 33. Rob Van Dam 34. The Rock 35. Roddy Piper 36. Scott Hall 37. Shane McMahon 38. Shawn Michaels 39. Stacy Keibler 40. Stephanie McMahon 41. "Stone Cold" Steve Austin 42. Ted DiBiase 43. Triple H 44. Trish Stratus 45. Tyler Breeze 46. The Ultimate Warrior 47. Umaga 48. The Undertaker 49. Vader 50. X-Pac 51. Yokozuna | - Versiones Alternativas 1. Batista '08 2. Brock Lesnar '03 3. Brock Lesnar '14 4. Diesel 5. Eddie Guerrero '97 6. Edge '06 7. Hollywood Hogan 8. Hulk Hogan '02 9. Jean Paul Levesque 10. John Cena '02 11. John Cena '03 12. John Cena '06 13. John Cena '08 14. John Cena '09 15. John Cena '12 16. John Cena '14 17. John Cena '16 18. John Cena '18 19. Kane '08 20. Kevin Nash (nWo) 21. Lita ‘06 22. Mighty Molly 23. Molly Holly ‘02 24. Randy Orton '09 25. Razor Ramon 26. Rey Mysterio Jr. '97 27. The Rock '12 28. Scott Hall (nWo) 29. Shawn Michaels '05 30. Super Cena 31. Syxx 32. Triple H '08 33. The Undertaker '03 34. The Undertaker '18 35. The Undertaker '98 |

| - Agentes Libres e Invitados 1. Mr. McMahon | - Managers 1. Adam Pearce 2. Adam Pearce (MyGM) 3. Bobby “The Brain” Heenan 4. Paul Heyman 5. Scarlett 6. Stephanie McMahon (Manager) 7. Triple H (Manager) 8. Tyler Breeze (MyGM) 9. Xavier Woods (MyGM) |

1DLC: Deluxe/Pre-Order.
2DLC: Edición Icon.
3DLC: Steiner Row Pack.
4DLC: Pretty Sweet Pack.
5DLC: Race to NXT Pack.
6DLC: Revel With Wyatt Pack.
7DLC: Bad News U Pack.
8Añadido en un parche posterior al lanzamiento.

### Arenas
Estás son las arenas disponibles en juego. 
- Arenas principales
  - Raw (2022)
  - SmackDown (2022)
  - NXT (2023)
  - NXT (2021)
  - NXT 2.0 (2022)
  - NXT: The Great American Bash (2022)
  - NXT In Your House (2022)
  -  NXT LVL UP (2023)
  - NXT New Year's Evil (2022)
  - NXT Stand & Deliver (2022)
  - Queen's Crown (2021)
  - Day 1 (2022)
  - Royal Rumble (2022)
  - Elimination Chamber (2022)
  - WrestleMania 38
  - WrestleMania Backlash (2022)
  - Clash at the Castle (2022)
  - SummerSlam (2022)
  - Hell in a Cell (2022)
  - Extreme Rules (2022)
  - Survivor Series (2022)
  - NXT WarGames (2021)
- Otras arenas
  - Raw (2002)
  - Raw (2005)
  - SmackDown! (2002)
  - WCW Halloween Havoc (1997)
  - WCW Nitro (1998)
  - WrestleMania 28
  - WrestleMania 34
  - SummerSlam (1988)
  - SummerSlam (2006)
  - SummerSlam (2008)
  - SummerSlam (2014)
  - SummerSlam (2016)
  - SummerSlam (2021)
  - Backlash (2003)
  - Vengeance (2003)
  - New Year's Revolution (2006)
  - ECW One Night Stand (2006)
  - Night of Champions (2008)
  - Hell in a Cell (2009)

### Campeones predeterminados
Estos son los únicos campeones que vendrán de forma predeterminada, sin embargo, se pueden desbloquear muchos más campeonatos que hoy día están inactivos.
| Campeonatos                                | Campeones                                        | Marcas    |
| ------------------------------------------ | ------------------------------------------------ | --------- |
| WWE Championship                           | Roman Reigns                                     | Raw       |
| Raw Women's Championship                   | Bianca Belair                                    | Raw       |
| WWE Universal Championship                 | Roman Reigns                                     | SmackDown |
| SmackDown Women's Championship             | Charlotte Flair                                  | SmackDown |
| WWE United States Championship             | Austin Theory                                    | Raw       |
| WWE Intercontinental Championship          | Gunther                                          | SmackDown |
| Raw Tag Team Championship                  | The Usos                                         | Raw       |
| SmackDown Tag Team Championship            | The Usos                                         | SmackDown |
| WWE Women's Tag Team Championship          | Damage CTRL (Dakota Kai & Iyo Sky)               | Raw       |
| NXT Championship                           | Bron Breakker                                    | NXT       |
| NXT Women's Championship                   | Roxanne Perez                                    | NXT       |
| NXT North American Championship            | Wes Lee                                          | NXT       |
| NXT Tag Team Championship                  | The Creed Brothers (Brutus Creed & Julius Creed) | NXT       |
| NXT Women's Tag Team Championship          | Katana Chance & Kayden Carter                    | NXT       |
| WWE Championship '13-'14                   | Vacante                                          | N/A       |
| WWE Championship '05-'13                   | Vacante                                          | N/A       |
| WWE Undisputed Championship                | Vacante                                          | N/A       |
| WWE Championship '98-02                    | Vacante                                          | N/A       |
| WWE Championship '88-'98                   | Vacante                                          | N/A       |
| WWE Championship (Brahma Bull)             | Vacante                                          | N/A       |
| WWE Championship (Smoking Skull)           | Vacante                                          | N/A       |
| World Heavyweight Championship             | Vacante                                          | N/A       |
| WCW World Heavyweigth Championship '91-'93 | Vacante                                          | N/A       |
| WCW World Heavyweight Championship '88     | Vacante                                          | N/A       |
| WCW World Heavyweight Championship (NWO)   | Vacante                                          | N/A       |
| ECW Championship '08-'10                   | Vacante                                          | N/A       |
| ECW World Championship '06-'08             | Vacante                                          | N/A       |
| ECW World Heavyweight Championship '94-'01 | Vacante                                          | N/A       |
| NXT Championship '12-'17                   | Vacante                                          | N/A       |
| NXT Championship '17-'21                   | Vacante                                          | N/A       |
| NXT Women's Championship '13-'17           | Vacante                                          | N/A       |
| NXT Women's Championship '17-'21           | Vacante                                          | N/A       |
| NXT Tag Team Championship '13-'17          | Vacante                                          | N/A       |
| NXT Cruiserweight Championship             | Vacante                                          | N/A       |
| WWE United Kingdom Championship            | Vacante                                          | N/A       |
| WWE United Kingdom Women's Championship    | Vacante                                          | N/A       |
| WWE Intercontinental Championship '98-'11  | Vacante                                          | N/A       |
| WWE Intercontinental Championship '94      | Vacante                                          | N/A       |
| WWE Intercontinental Championship '90      | Vacante                                          | N/A       |
| WWE United States Championship (Cena)      | Vacante                                          | N/A       |
| WWE Tag Team Championship '10-'16          | Vacante                                          | N/A       |
| WWE Tag Team Championship '02-'10          | Vacante                                          | N/A       |
| World Tag Team Championship '02-'10        | Vacante                                          | N/A       |
| World Tag Team Championship '97-'02        | Vacante                                          | N/A       |
| WWE European Championship                  | Vacante                                          | N/A       |
| WWE Hardcore Championship                  | Vacante                                          | N/A       |
| WWE Million Dollar Championship            | Ted DiBiase                                      | N/A       |
| WWE Cruiserweight Championship             | Vacante                                          | N/A       |
| WWE Light Heavyweight Championship         | Vacante                                          | N/A       |
| WWE Divas Championship                     | Vacante                                          | N/A       |
| WWE Women's Championship '98-'10           | Vacante                                          | N/A       |
| WCW United States Championship             | Vacante                                          | N/A       |
| WCW Cruiserweight Championship             | Vacante                                          | N/A       |
| WCW Hardcore Championship                  | Vacante                                          | N/A       |
| WCW Tag Team Championship                  | Vacante                                          | N/A       |
| WCW Tag Team Championship '91-'96          | Vacante                                          | N/A       |
| ECW Television Championship                | Vacante                                          | N/A       |
| ECW Tag Team Championship                  | Vacante                                          | N/A       |

- Datos: Q116393383